# Wularmeer
Het Wularmeer is een zoetwatermeer in het Indiase unieterritorium Jammu en Kasjmir. Het ligt in het district Bandipora. De gelijknamige stad Bandipora ligt aan het meer.
Het meer wordt gevoed door het water van de rivier de Jhelum. Door het bouwen van stuwdammen in deze rivier is het meer reeds met twee derde van haar oppervlakte geslonken. De waterhoeveelheid en dus ook de oevers van het meer verschillen in de loop van het jaar.
Ondanks vervuiling vervult het meer een rol als natuurgebied en is het beschermd onder de Conventie van Ramsar.

## Galerij

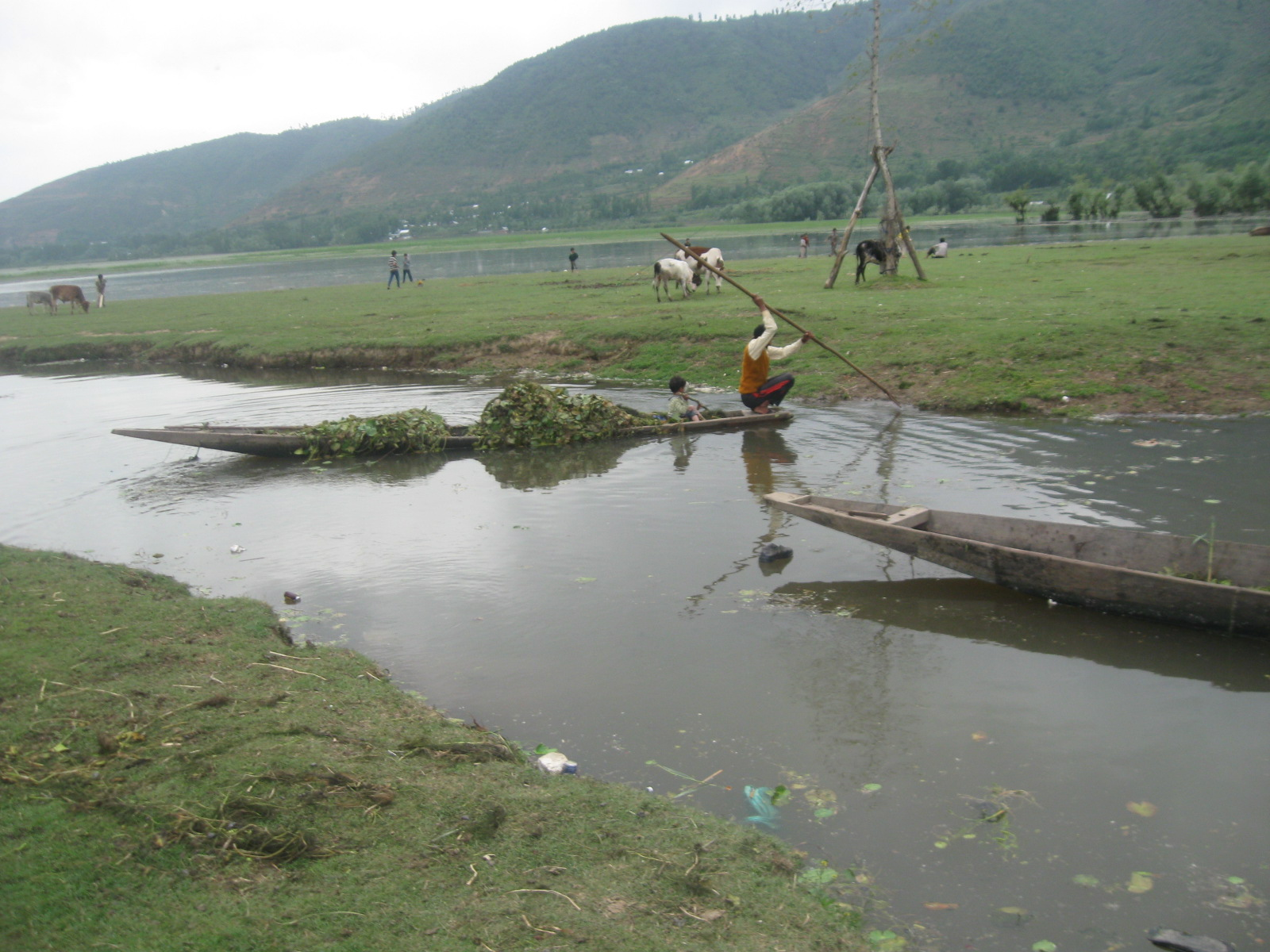
Oogsten van waterplanten als veevoeder
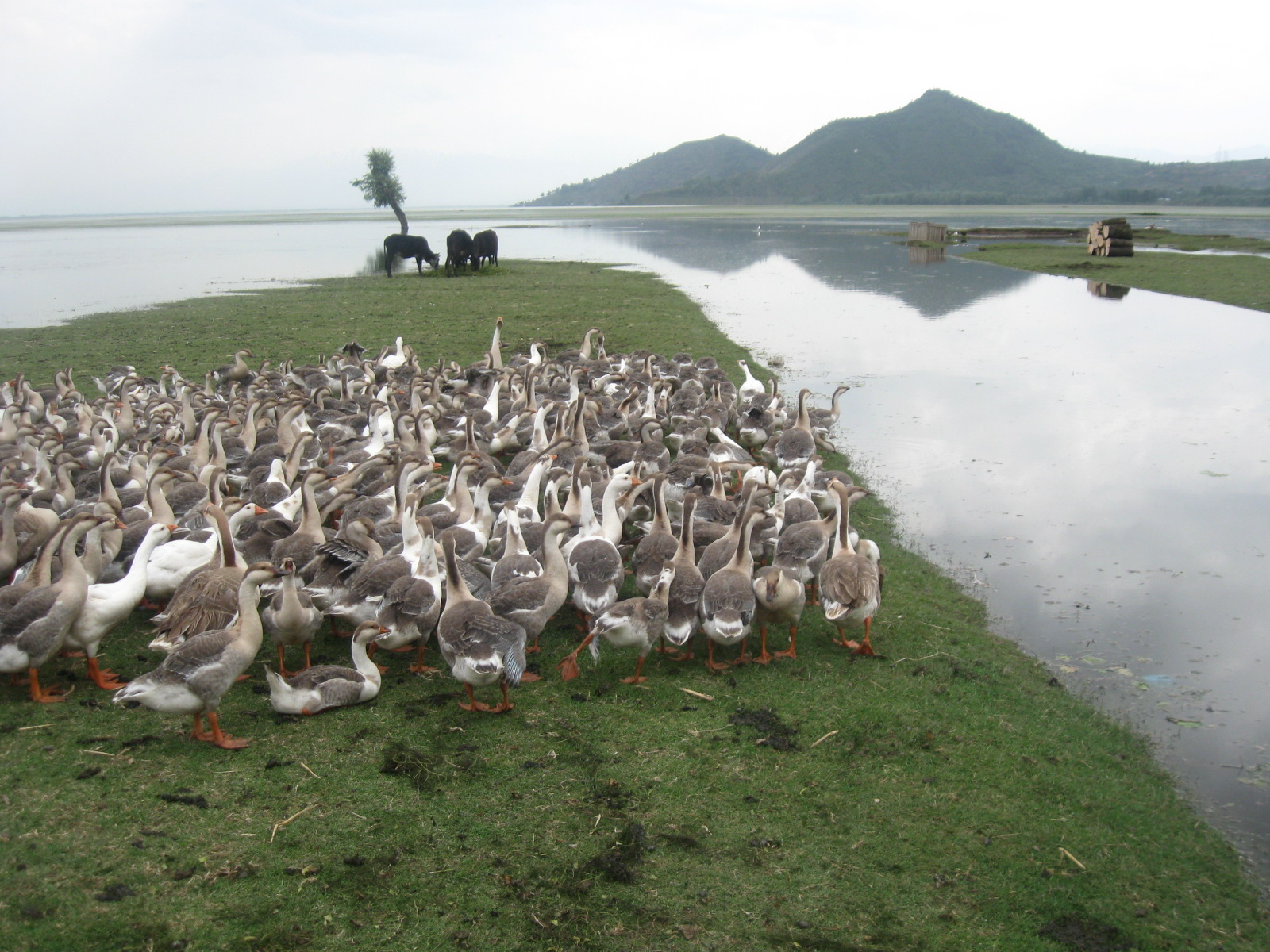
Tamme koeien en ganzen op een oever van het Wularmeer
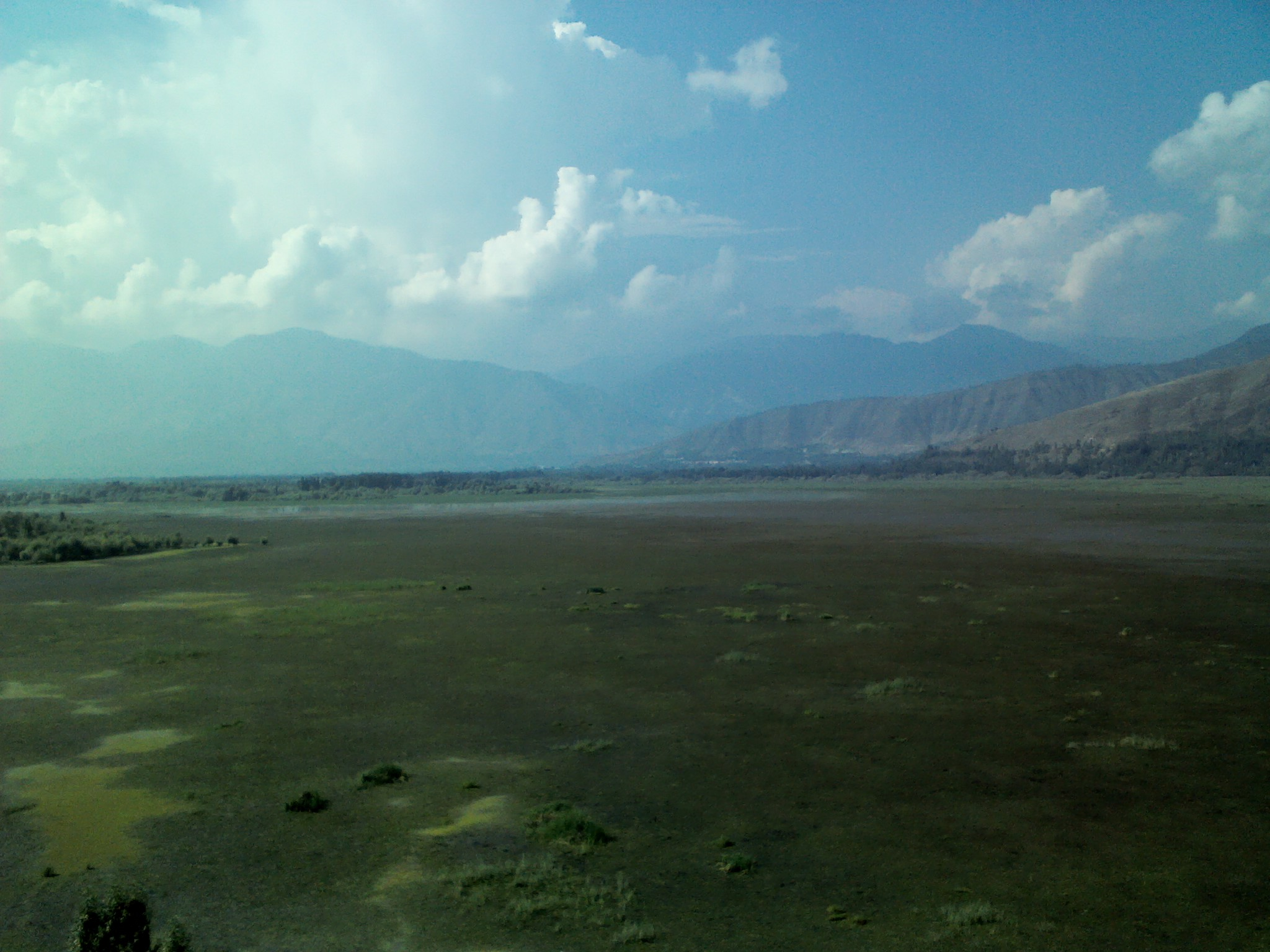
Wularmeer deels droog